# 粛軍クーデター
粛軍クーデター（しゅくぐんクーデター）或いは12.12軍事反乱（ - ぐんじはんらん）は、1979年12月12日に大韓民国（韓国）で起きた軍内部の反乱事件。
後の韓国大統領（第11・12代）で当時国軍保安司令官だった全斗煥陸軍少将と、同じく後の韓国大統領（第13代）で当時第9歩兵師団長だった盧泰愚陸軍少将などを中心とした軍内部の秘密結社「ハナ会」（壹会または一心会）が主導してクーデターを起こし、全斗煥やハナ会グループと対立していた陸軍参謀総長兼戒厳司令官の鄭昇和陸軍大将を逮捕した。
当時大統領の崔圭夏は軍部を掌握できていなかったためにこれを黙認せざるを得ず、翌1980年5月17日の非常戒厳令全国拡大（5・17非常戒厳令拡大措置）により全斗煥らハナ会グループは権力を掌握。これに反発して同月に光州で起きた民主化運動を武力弾圧（光州事件）すると、8月に崔大統領に圧力をかけて辞任させ、全斗煥が後任の大統領に就任した。光州事件までを含めると、世界史上最も長期間にわたったクーデターとされている。

## 背景
1979年10月26日、朴正煕大統領が大統領警護室長の車智澈共々大韓民国中央情報部（KCIA）部長の金載圭によって暗殺されると、崔圭夏国務総理が大統領権限代行に就任、済州道を除く韓国全土に非常戒厳令が発令され、12月6日には統一主体国民会議代議員による選挙で第10代大統領に選出された。
崔圭夏の選出はあくまで維新体制の枠内でのことだったが、代行就任直後の11月10日に早期の憲法改正と新憲法に基づく大統領選挙を実施することを旨とする談話を発表、また大統領就任直後の12月8日には緊急措置9号の解除と同措置によって拘束されていた政治犯68名を釈放するとともに、金大中の自宅軟禁を解除した事から、独裁体制が緩和されるという期待が膨らみ、ソウルの春と呼ばれる民主化ムードが台頭した。
一方軍内部では、戒厳司令部合同捜査本部長を務める国軍保安司令官全斗煥少将が政権の実力者として一気に浮上し、朴正煕暗殺事件の捜査過程を巡る対立もあって、戒厳司令官の任にある鄭昇和陸軍参謀総長との間に軋轢が生じた。更に鄭総長は全斗煥や第9師団長盧泰愚少将が中心となって形成された秘密組織「ハナ会」のメンバー将校が軍内の要職（特に首都圏の各部隊）に就き優遇されていることを問題視し、これを軍中枢より排除してハナ会を実質的に解体しようと試みた。具体的には全斗煥を保安司令官から第1軍東海岸警備司令部に転任させる計画を立てたり、新たに実直な軍人として知られる陸軍本部教育参謀部次長の張泰玩少将を首都警備司令官に任命してハナ会を牽制する（張少将は陸軍士官学校ではなく陸軍総合学校出身であり、ハナ会の人脈とは一切関わりがないため）などの行動である。
しかし、鄭総長は前述の民主化ムードに対し今後の軍の方針としては「軍は政治に介入すべきではない」という主張を持ち出し、あくまでもこれまでの維新体制に終止符を打とうとした。その為、ハナ会のメンバーはもちろん、朴前大統領の寵愛を受けた他の多くの将校たちの反感も買う結果となった。当時の軍内における朴前大統領の影響は絶大だったことで、相当の数の軍人たちは維新憲法から民政に引き戻されるのを黙って見守るつもりはなかった。また、彼らの敬愛する朴前大統領と同じ手法で彼らの「理想」を貫こうとした全斗煥とハナ会グループこそが同志と見なされ、朴路線復活を目指そうという点で利害関係が一致した。その為、その多くの将校たちは次々と全斗煥側に付き、後のクーデター決行時には全斗煥側が有利な状況となっていた。
こうした動きの中、鄭総長の思惑はもちろんすでに軍内部に確固たる情報網を築いていたハナ会の知るところでもあった。例えば文民政権発足後の1993年に中央日報が鄭昇和に対して行ったインタビューでは、鄭昇和は盧載鉉国防部長官に全斗煥の転任計画を相談したという（これは保安司令官は組織上国防部長官の直属の部下であったからである）。盧載鉉は翌日に金容烋国防部次官などとの会議でこのことを伝えたが、金次官は全斗煥にこの計画を伝えてしまった。もはや一刻の猶予も許されないと感じた全斗煥らハナ会グループはついに先手を打つことを決心することとなる。

## クーデターの経過

### 鄭総長の逮捕と崔大統領による決裁拒絶
12月12日夕方、ハナ会メンバーである張世東大佐が団長を務めるソウル景福宮内（旧大日本帝国陸軍憲兵駐屯地）の首都警備司令部第30警備団に全斗煥以下ハナ会の中核メンバー将校とその協力者たちが集結し、麾下の兵力を動員してクーデターを開始した。この際、第30警備団に集結したクーデターグループの主だった将校は以下の通りである。
- ハナ会メンバー
  - 全斗煥（陸軍少将・国軍保安司令官）
  - 盧泰愚（陸軍少将・第1軍団第9歩兵師団長）
  - 朴俊炳（朝鮮語版）[10]（陸軍少将・第20歩兵師団長[11]）
  - 朴熙道（朝鮮語版）[12]（陸軍准将・特殊戦司令部第1空輸特戦旅団長）
  - 崔世昌（朝鮮語版）[13]（陸軍准将・同第3空輸特戦旅団（朝鮮語版）長）
  - 張基梧（朝鮮語版）[14]（陸軍准将・同第5空輸特戦旅団（朝鮮語版）長[15]）
  - 白雲澤（朝鮮語版）[16]（陸軍准将・首都警備司令部第71防衛師団長[17]）
  - 張世東（陸軍大佐・同第30警備団長[18][19]）
  - 金振永（朝鮮語版）[20]（陸軍大佐・同第33警備団長[18][19]）
- ハナ会の協力者
  - 兪学聖（陸軍中将・国防部軍需次官補）
  - 車圭憲（朝鮮語版）[21]（陸軍中将・首都軍団（朝鮮語版）長）
  - 黄永時（朝鮮語版）[22]（陸軍中将・第1軍団長）

まずは保安司令部人事処長の許三守と陸軍犯罪捜査団長の禹慶允両大佐が保安司令部の捜査官および合同捜査本部指揮下の第33憲兵隊の憲兵合わせて数十人と共に陸軍参謀総長公邸に向かい、公邸にいた鄭総長を逮捕して保安司令部に連行した（朴正煕暗殺事件の発生時、金載圭から飲食の誘いを受けた事により、事件現場から至近距離にいながらすぐに逮捕しなかったことで、内乱幇助の疑いをかけられた）。この時点では全斗煥側が作戦はすでに成功したと確信していた。
しかし戒厳司令官たる鄭総長の逮捕には大統領の許可が必要であるため、全斗煥はこれと同時並行の形で崔圭夏大統領に事後承認の形で裁可を得ることでこれを法的に正当化しようとするが、「国防部長官の承認なしには絶対に決裁しない」と拒まれたことで、この行為は違法行為ということになってしまった。合同捜査本部は戒厳司令部傘下の機関である以上、鄭総長は全斗煥にとって直属上官に当たるため指揮系統の都合上むやみに逮捕することが出来ず、より上位に位置する国防部長官と大統領の裁可を得て初めて合法となるためである。
またそれと同時に、前述の逮捕過程中に警備兵との撃ち合いも発生、死傷者が出たため事が大きくなってしまった。全斗煥らハナ会グループは以上のような状況を予期しておらず、更に国防部長官公邸にいた盧載鉉長官本人も近隣の参謀総長公邸からの銃声を武装共匪（北朝鮮からの共産ゲリラ）による襲撃と誤認して家族と一緒に避難していたため、全斗煥側らハナ会グループは盧の捜索を始めることとなる。

### 進まないクーデター鎮圧
一方で参謀総長公邸が襲撃されたという通報を受けて漢南洞に出動した警察の部隊や、銃声を聞いて展開した各軍の部隊は詳細な状況が不明のまま現場で入り乱れ、公邸のある漢南洞や景福宮一帯では混乱が拡大し、漢江に架かる11の橋も遮断された。後に、総長拉致の「犯人」の中には陸軍本部の禹慶允大佐がいること、また当大佐が合同捜査本部への派遣勤務中であったことが判明したことにより、当事件が保安司令部の仕業およびその首謀者が全斗煥であることが露呈した。陸軍本部（最高指揮官たる参謀総長が不在のため、参謀次長の尹誠敏中将が代理で指揮を執っていた）は直ちに「珍島犬1」（最高レベルの非常警戒警報）を発令、これを受け首都警備司令官の張泰玩少将と特殊戦司令官の鄭柄宙少将もクーデター鎮圧を試みた。しかし、反クーデター側などによるクーデター鎮圧の動きは様々な理由で上手くいかなかった。
まず、陸軍本部指揮下で即応できる兵力が不足していた。クーデター当時、特殊戦司令部麾下の空輸特戦旅団は4個旅団（第1・第3・第5・第9）が首都圏に駐留していたが、そのうち第1・第3・第5の3個旅団の旅団長がハナ会のメンバーでクーデターに参加していたため、旅団長などの部隊指揮層が非ハナ会メンバーだった第9空輸特戦旅団だけはまだその統制から離れていないような状況だった。首都警備司令部も数少ない平時でも戦備状態を維持する主力部隊である第30・第33の両警備団の団長はいずれもハナ会メンバーであり、その指揮下の兵力がほとんどが全斗煥側に付いたため、張少将が掌握していたのは司令部直属の僅かな兵力と野戦砲兵部隊・防空砲兵部隊程度だった。また、ハナ会の後援者で反乱軍に参加した車圭憲中将はソウル南部・西部を管轄する首都軍団の指揮官であり、黄永時中将も同じくソウル北西部を管轄する第1軍団の指揮官でもあった。このように当時ハナ会とその後援者たちは首都圏の各部隊指揮官のポストの多くを占めており、反クーデター側が動員できる兵力は一気に少なくなっていた。
加えて、反クーデター側は北朝鮮軍の動向も考慮する必要があり、南侵の脅威の中で上記の即応兵力以外の部隊、つまり国境防衛にあたる「前方部隊」の投入は慎重に行わければならなかった。更には兵力出動による直接のクーデター鎮圧は、下手すれば首都たるソウルが国軍が相撃つ戦場となることが予想されるため、張少将や鄭少将が兵力出動による強硬鎮圧を主張する一方、尹中将を始めとする陸軍本部の多数派は兵力投入を躊躇していた。結局、反クーデター側はクーデター鎮圧の機を失し、ハナ会によるクーデター成功を招くこととなる。
その他にも、保安司令部自体が反乱を起こしたことによる影響も「最悪」と言っても過言ではなかった。保安司令部ほ本来、対スパイ・対反乱を主任務とする防諜部隊だったため、全軍の通信セキュリティ掌握による各部隊への監視権限を持っており、反クーデター側は作戦計画から実際の動向までほぼ全てが保安司令部の盗聴により筒抜けになっていたためである。ハナ会グループはこれを生かして、反クーデター側の情報を逐一把握し、その動きに対処することができたのである。

### 事態の拡大
こうして陸軍本部側が兵力出動によるクーデターの強硬鎮圧に躊躇する中、全斗煥側ハナ会グループは確信に近いほどに、北朝鮮側の攻撃がないと判断していた。そのため、反乱軍の兵力は前線近くであっても動員され、ソウルへ進軍を始めた。まずソウル近辺に駐屯していた朴熙道准将指揮下の第1空輸特戦旅団に出動命令が下され、その上でさらに米韓連合司令部の統制もなしに「前方部隊」である第9師団と第2機甲旅団などの一部兵力もそれぞれ盧泰愚少将と黄永時中将の独断命令によりソウルに進軍し中央庁を掌握しようとし、事態は一歩間違えれば内戦を勃発させる寸前に発展する。これを受け、危機を感じた軍首脳部は、陸軍本部は軍中枢とは言えあくまでも行政機関であるため少数な警備兵力しか持たない、反乱軍を防ぐには無理があると判断し、よって指揮所を本部バンカーから麾下兵力が多い、指揮を執りやすいと思われる首都警備司令部への移転する決定をした。
さらに当時の大統領警護室は室長代理を務めていた鄭東鎬准将がハナ会メンバーであった上、その指揮層の将校も作戦担当官の高明昇大佐を始めとしてハナ会メンバーかその取り巻きでクーデターに同調していた。よって全斗煥側は鄭准将や高大佐を通して大統領警護室支援部隊まで利用し、崔大統領がいる国務総理公館の警備を担当していた陸軍憲兵隊を武装解除して制圧し、外界への接触を実質上遮断した。これにより、崔大統領は後にハナ会グループの圧力によって屈服せざるを得ない状態に陥ったため、状況は反クーデター側にとってますます不利になっていた。
それでも特殊戦司令官の鄭柄宙少将の命令で、鎮圧軍側で数少ない動員可能部隊である第9空輸特戦旅団がようやく準備を整えて、駐留していた仁川より出動した。ハナ会グループ側が動員した部隊はいずれもまだソウルには到達できていなかった一方、第9空輸特戦旅団は京仁高速道路に乗れば1時間以内にソウルに到達可能だったため、一時ハナ会グループは恐慌状態に陥った。そこで、ハナ会グループは陸軍本部側に対し、「ソウルが国軍が相打つ戦場になるのを回避する」という名目で、これ以上の兵力動員をしないことを約束する代わりに鎮圧軍側も第9空輸特戦旅団を帰還させる紳士協定を提案した。陸軍本部側はこれを受け入れ、出動途中だった第9空輸特戦旅団は帰投した。

### 国防部長官の確保、そしてクーデター成功へ
しかしこれは全斗煥側の時間稼ぎ策であり、それを機に、ハナ会グループは以下のような反撃の手を打ち出した。
1. 前述のように引き続き保安司令部の通信監視システムを利用しながら、加えてハナ会グループの人脈も使って各部隊への説得工作を展開する。また、保安司令部自体の「監軍」のような地位も利用し、逆にクーデター鎮圧のため積極的に兵を動こうとした首都警備司令部と特殊戦司令部を反乱軍に仕立て上げようと試み、「各部隊はあちらからの指示を一切拒否せよ」というような偽情報と指令を流して反クーデター側の作戦を有効的に撹乱する[33]。この役割は主に保安司令部保安処長の鄭棹永[34]大佐および全斗煥の腹心と言われている秘書室長の許和平大佐が担っていた。
2. 朴煕道准将を部隊に復帰させ、第1空輸特戦旅団を直接指揮させて[35]国防部と陸軍本部を制圧させる。また予備兵力として、張基梧准将の第5空輸特戦旅団も出動・待機させる。
3. 崔世昌准将の第3空輸特戦旅団には特殊戦司令部を制圧させ[36]、鄭柄宙司令官を逮捕させる。さらにそこから支援兵力を出して、景福宮第30警備団周囲の防衛を増強させる。
4. ハナ会グループと内通している首都警備司令部憲兵団長の趙洪大佐に命じて司令官の張泰玩少将を逮捕させ、そして臨時指揮所としてそこへ移動して来た尹中将など陸軍本部の将軍達の武装を解除させる。

こうした騙し討ちを仕掛けるようにすぐさま紳士協定は破棄され、朴准将の直接指揮の下で進行を続けていた第1空輸特戦旅団は予想の通りに撤退せずソウルに到達し、12月13日午前1時頃に国防部と陸軍本部が制圧占領された。またほぼ同時に、崔世昌准将は第3空輸特戦旅団の兵力を指揮して特戦団司令部を包囲、第15大隊（大隊長の朴琮圭中佐も同じハナ会メンバーである）を突撃部隊として司令部内へ侵入させた。鄭柄宙少将はこうした自らの部下の将兵の反乱によって拘束された。その時鄭少将の副官だった金五郎少佐は上官を守るため必死に応戦したが、多勢に無勢で敢え無く射殺され（鄭少将自身も左腕に銃弾を受け負傷した）、クーデターによる数少ない「直接」の犠牲者となった。
それでも、張泰玩少将は最後まで反乱鎮圧を試み、直属の僅かな歩兵部隊や戦車部隊に加え、事務部門の兵士や炊事兵までかき集めて100名余りの戦闘部隊を臨時編成し、張少将がこれを直接指揮して第30警備団を攻撃しようとしたが、万一の際の裏切りを危惧した部下に制止され、最終的に張少将は鎮圧を断念した。その直後、趙洪大佐の指令を受けていた首都警備司令部憲兵団副団長の申允熙中佐らも全斗煥側に同調し、麾下の憲兵を率いて反乱を起こし司令部内の各要所を制圧。これにより、張少将以下首都警備司令部の面々と陸軍本部の面々はほぼ全員拘束され、クーデター鎮圧側は「完敗」というべき結論を迎えた。
同日午前2時30分頃、国防部庁舎内に隠れていた盧載鉉国防部長官が第1空輸特戦旅団に発見され、「確保」されてしまう。盧載鉉は全斗煥らの圧力に屈し、すぐさま戒厳司令官逮捕を決裁し、崔圭夏大統領に裁可を求めることとなった。崔大統領は盧の対応のまずさを非難し、戒厳司令官逮捕後による事後承認は認めないと突っぱねたが、就任したばかりの身で軍部を全く掌握しておらず、事態を収拾するためには保安司令部と「ハナ会」を中心に決行された反乱を黙認せざるを得ず、書類に裁可時刻である「12月13日午前5時10分」と署名して裁可し、鄭総長の逮捕劇が事後承認である証拠を残した。

## クーデターのその後
こうして保安司令部とハナ会を中心とした粛軍クーデターは成功した。この結果、鄭昇和参謀総長は軍法会議で懲役10年刑を宣告された上に大将から二等兵に降格されて予備役編入となり、鄭柄宙特殊戦司令官や張泰玩首都警備司令官は80年1月20日付で強制的に予備役編入された。そして、鄭総長の後任となる陸軍参謀総長兼戒厳司令官には、KCIA部長代理の李熺性陸軍中将が大将に昇進の上で就任した。また、盧載鉉国防部長官も前述のような一連の責任を負う形で翌12月14日をもって辞任、後任は1979年4月まで韓国空軍参謀総長を務めた周永福元空軍大将が就任した。
しかし、実際はいずれにしても、全斗煥や盧泰愚たちハナ会を中心とした「新軍部」が軍部の実権を掌握することとなり、周国防長官と李総長は単なるお飾りに過ぎず、それ以降新軍部の意向が優先される人事任免や政策方針制定などについて、ほぼ一切口を出すことができなくなった。
こうして新軍部の意向による人事任免が行われていくこととなったが、一方で同時に反クーデター側の人物に対する懐柔策も取られていた。例えば陸軍参謀次長として名目上反クーデター作戦の最高指揮官の立場に立った尹誠敏中将は一旦保安司令部に連行されたものの、全斗煥や兪学聖らの推薦を受け第1軍司令官代理（後に正式に第1軍司令官）に任命された。他にも反クーデターの立場だった柳炳賢陸軍大将は当時米韓連合司令部副司令官だったため、新軍部も粛軍クーデターに当初反対していたアメリカの手前表立った手出しは出来ず、柳大将は韓国軍制服組トップである合同参謀本部議長に就任している。
しかしその後も軍内部で粛軍クーデターに反対する動きはあり、クーデター当時の駐韓アメリカ大使だったウィリアム・グレイスティーンは1999年の文化放送インタビューで、1980年1月末に30名余りの韓国陸軍将官が新軍部に対する逆クーデターを計画し、自身に面会してアメリカの支持を求めたことを明らかにしている。ただ、グレイスティーン本人は粛軍クーデター反対の立場だったものの、逆クーデターを計画する将官たちの詳細をあまり知らなかった上、彼らがどれ程の兵力を掌握しているか不明だったため、大規模な武力衝突に発展する可能性も考慮してこれに反対したという。

## 光州事件、そして第五共和国体制の確立へ
いずれにせよ、ここまでの段階ではクーデターとはいうものの実質的には軍内部の反乱であり、全斗煥側にとっては文字通り「粛軍」が完遂となった。後の「政権を奪取する」という意味でのクーデターに該当するのは、むしろこれ以降の1980年5月の光州事件に至る過程である。これによって崔圭夏を辞任に追い込み、ハナ会グループを主軸とした新軍部が政権を握るに至ったからである。
朴正煕政権時代に似た軍部独裁を志向する新軍部に抗議して大規模な学生デモが発生したが、新軍部が実権を握る軍部は1980年5月17日に全軍主要指揮官会議を招集して非常戒厳令全国拡大と国会解散、国家保衛非常機構設置を決議し、既に政治上の実権を失いかけていた崔圭夏以下の韓国政府はそれを形式的な閣議を経て了承、非常戒厳令を全国に拡大し、新軍部は金大中や金鍾泌、金泳三といった主要政治家を逮捕または拘禁した（5・17非常戒厳令拡大措置）。それに抵抗して光州市で起きていた民主化運動が軍事政権打倒を求める民衆蜂起にまで発展したが、特殊戦司令部麾下の空輸部隊を主力とする現地の戒厳軍部隊は、市民に多数の死傷者を出しながらこれを武力鎮圧した（光州事件）。
光州事件の後、5月30日には新軍部主導の行政・司法における執権機関として全斗煥を常任委員長とする国家保衛非常対策委員会が設立され、新軍部は政治上の実権も掌握した。同年8月、お飾り同然の状態だった崔圭夏は新軍部の圧力の下に辞任し、9月1日に軍を退役した全斗煥が統一主体国民会議代議員会で第11代大統領に選出された。1980年10月22日に改憲案に対する賛否を問う国民投票が9割以上の賛成で承認、10月27日に新憲法が公布・発行し、名実ともに第4共和国体制は終焉を迎えた。そして、1981年2月25日に行われた大統領選挙に立候補した全斗煥が圧倒的得票で当選、3月3日に第12代大統領に就任し、第五共和国（五共）体制をスタートさせた。
後の民主化後、金泳三政権下で全斗煥・盧泰愚らは光州事件と政権奪取の首謀者として捜査対象となり、刑事裁判にかけられたが、刑法では時効が援用されて全斗煥・盧泰愚は内乱罪に問われなかった。しかし直後に、粛軍クーデターが全斗煥将軍らの軍刑法における反乱罪にあたると認定された。崔圭夏大統領が鄭総長逮捕を認める書類に記した事後承諾を示す裁可時刻も、この裁判において証拠として使用されている。

## 犠牲者
このクーデターでは死亡者は2名である。
鄭善燁（チョン・ソンヨプ）大韓民国陸軍の兵長。 1979年12.12 軍事反乱当時国防部 第50憲兵中隊の兵長として勤務していた中、陸軍本部のB2バンカーに入ろうとした反乱軍に抵抗して戦死した。チョン兵長は過去には「殉職」と記録されていたが、国防部傘下の軍疑問死真相糾明委員会による調査結果「戦死者」に決定された。調査の結果、１３日午前１時４０分頃、国防部を占領した第1空輸特戦旅団の部隊員たちがチョン兵長の小銃を奪おうとすると、チョン兵長は「中隊長の指示なしには渡せない」と対抗していたことが分かった。結局、チョン兵長は空挺部隊員が首と胸に撃った銃弾４発を被弾して現場で死亡した。
金五郎（キム・オラン）大韓民国陸軍の中佐。 1979年12.12 軍事反乱当時特殊戦司令官 鄭柄宙少将を反乱軍から守る交戦中戦死した。

## 関連作品
映画
- ソウルの春 - 2023年の韓国映画。粛軍クーデターをフィクションを交えつつ描いている。

テレビドラマ
- 第4共和国：文化放送が制作したテレビドラマ「共和国シリーズ」の第4作目。第5話と6話において粛軍クーデターを取り上げている。
- 第5共和国：文化放送が制作したテレビドラマ「共和国シリーズ」の第5作目。第4 - 9話において粛軍クーデターを取り上げている。